# 亞歷山德里夫卡 (霍洛瓦尼夫斯克區)
48°20′29″N 30°31′32″E / 48.34139°N 30.52556°E
亞歷山德里夫卡（烏克蘭語：Олександрівка），是烏克蘭中部的村莊，隸屬基洛夫格勒州的霍洛瓦尼夫斯克區。該村始建於1764年，面積0.66平方公里，海拔高度180米，2001年人口271，人口密度每平方公里408.1人。